# Quận 2, Paris
Quận 2 của Paris còn mang tên Quận chứng khoán (tiếng Pháp: arrondissement de la Bourse) nằm ở trung tâm thành phố, bên hữu ngạn sông Seine. Quận 2 tiếp giáp với các Quận 1, 4, 10 và 9. Đây là quận bé nhất Paris và là một trong những quận cổ nhất, được hình thành do sự mở rộng thành phố vào thế kỷ 15 và 16.
Quận 2 được chia làm bốn phường: Gaillon, Vivienne, Mail và Bonne-Nouvelle. Hai công trình cổ và quan trọng của quận là Điện Brongniart, trụ sở cũ của Thị trường chứng khoán Paris và điểm Richelieu của Thư viện quốc gia Pháp. Năm 1999, dân số của quận là 19.585 người với diện tích 99 ha, tức 19.783 người/km².

## Lịch sử
Quận 2 được bao bọc bởi các con đường từ thế kỷ 17, 18 như Petits-Champs, Danielle Casanova, Capucines và những đại lộ lớn của thế kỷ 19 như Etienne Marcel, Sébastopol... Các hoạt động, dân cư và những tòa nhà của quận phản ánh sự thay đổi của Paris trong những thế kỷ này.
Phía Đông Nam, các con phố Aboukir, Cléry và Mail được mở năm 1634 trên vị trí bức tường thành cũ của vua Charles V. Đây từng là khu phố của giới quý tộc, sĩ quan hoàng gia, tư sản, nghệ sĩ và kiến trúc sư trong những thế kỷ 17, 18. Phố Saint-Denis là địa điểm của nhiều công trình tôn giáo như nhà thờ Saint-Sauveur, bệnh viện Trinité (Thánh Ba Ngôi), tu viện Filles-Dieu... Phía Tây Bắc, các tòa nhà quanh phố Vivienne, Richelieu xuất khoảng 1630. Với vị trí gần Louvre và Palais-Royal, nhiều nhân vật của triều đình tới xây dựng các dinh thự ở đây, ngày nay còn lưu lại một số dấu vết.
Cuối thế kỷ 18, một số công trình xa hoa tiếp tục được xây dựng, như các dinh thự Uzès, Gramont, Choiseul, Montholon. Thế kỷ 19, khu vực Quận 2 trở thành khu phố thời thượng nhờ sự xuất hiện của điện Brongniart, lôi kéo giới tài chính và ngân hàng. Các lối đi có mái che, một thành phần mới của đô thị, cũng xuất hiện. Một trong những lối đầu tiên là Caire, xây dựng năm 1799 trên vị trí của tu viện Filles-Dieu. Cũng thời gian này, sự khác biệt bắt đầu lộ rõ. Các nhà hát, quán cà phê, nhà hàng tập trung ở khu phố phía Tây. Còn phía Đông là khu vực buôn bán nhỏ, thực phẩm và báo chí.
Thế kỷ 20, dân số Quận 2 giảm mạnh mẽ bởi dân cư chuyển ra ngoài ngoại ô và các quận vành đai. Thập niên 1990, con số chỉ còn khoảng 20 ngàn người, bằng một phần tư so với đỉnh điểm năm 1861.

## Dân số
Dân số Quận 2 theo số liệu điều tra các năm. Thống kê tính từ 1861, khi các quận mới của Paris được thành lập.
| Năm  | Dân số | Mật độ (người / km²) |
| 1861 | 81 609 | 82 267               |
| 1872 | 73 578 | 74 321               |
| 1936 | 41 780 |                      |
| 1954 | 43 857 | 44 300               |
| 1962 | 40 864 | 41 194               |
| 1968 | 35 357 | 35 642               |
| 1975 | 26 328 | 26 540               |
| 1982 | 21 203 | 21 374               |
| 1990 | 20 738 | 20 905               |
| 1999 | 19 585 | 19 743               |

Dân số các phường theo điều tra của viện INSEE năm 1999.
| Phường         | Dân số | Diện tích (ha) | Mật độ (người / km²) |
| Gaillon        | 1 345  | 18,8           | 7 154                |
| Vivienne       | 2 917  | 24,4           | 11 955               |
| Mail           | 5 783  | 27,8           | 20 802               |
| Bonne-Nouvelle | 9 595  | 28,2           | 34 025               |

## Các địa điểm quan trọng
- Trụ sở trung tâm của ngân hàng LCL
- Điện Brongniart
- Rạp Le Grand Rex
- Nhà hát Opéra-Comique
- Trụ sở AFP

## Các phố chính
| - Đại lộ Opéra - Đại lộ Capucines - Phố Saint-Denis | - Đại lộ Italiens - Đại lộ Montmartre - Đại lộ Sébastopol |